# Clausidium travancorense
Clausidium travancorense is een eenoogkreeftjessoort uit de familie van de Clausidiidae. De wetenschappelijke naam van de soort is voor het eerst geldig gepubliceerd in 1959 door Pillai.